# 群馬県道34号渋川大胡線
群馬県道34号渋川大胡線（ぐんまけんどう34ごう しぶかわおおごせん）は、群馬県渋川市から前橋市に至る県道（主要地方道）である。

## 概要
渋川市渋川から前橋市大胡地区までを赤城山の麓に沿って結ぶ路線である。起点は渋川市街地東部の下郷交差点であるが、ここから利根川を大正橋で渡るまでのわずかな区間は国道353号との重複となっており、実質的な起点は大正橋交差点からとなる。車線数は全区間で2車線であり、沿線の前橋市富士見地区からは富士山を望むことができる。

### 路線データ
- 総延長 : 19.0530 km[1]
- 実延長 : 18.5457 km[1]
- 起点 : 群馬県渋川市渋川（下郷交差点、国道17号（国道291号重複）・国道353号・群馬県道33号渋川松井田線交点、群馬県道255号下久屋渋川線終点）[注釈 1]
- 終点 : 群馬県前橋市大胡町（大胡町交差点[注釈 2]、群馬県道16号大胡赤城線・群馬県道40号藤岡大胡線交点）[注釈 3]
- 重要な経過地：勢多郡北橘村[注釈 4]、富士見村[注釈 5]

## 歴史
- 1959年（昭和34年）9月18日：群馬県より現・道路法に基づき、県道渋川大胡線（渋川市新町 - 勢多郡北橘村 - 同郡富士見村 - 同郡大胡町、整理番号5）として路線認定される[3][1]。
  - 同時に、前身路線にあたる旧・県道渋川大胡線（渋川市 - 勢多郡大胡町、整理番号60）が路線廃止される[4]。
- 1993年（平成5年）5月11日：建設省から、県道渋川大胡線が渋川大胡線として主要地方道に指定される[5]。

## 路線状況

### 通称
- 南面道路
- 上毛三山パノラマ街道（起点 - 前橋市富士見町小暮・小暮交差点）
- 大胡バイパス（前橋市堀越町・堀越町西交差点 - 堀越町南交差点）

### 重複区間
- 国道353号・群馬県道255号下久屋渋川線（起点 - 渋川市北橘町八崎・大正橋交差点）
- 群馬県道159号持柏木寄居線（渋川市北橘町真壁・真壁交差点 - 北橘総合支所入口交差点）
- 群馬県道151号津久田停車場前橋線（前橋市富士見町米野・米野交差点 - 富士見町田島・田島交差点）

### 道の駅
- 道の駅赤城の恵（前橋市荻窪町）

### 交差する河川
- 利根川（大正橋、渋川市渋川 - 北橘町八崎）
- 東川（北町大橋、渋川市北橘町八崎）
- 山田川（渋川市北橘町分郷八崎）
- 木曽川（渋川市北橘町真壁 - 北橘町下箱田/北橘町箱田）
- 橘川（面天橋、渋川市北橘町箱田 - 前橋市富士見町米野）
- 法華沢川（前橋市富士見町米野 - 富士見町引田）
- 細ヶ沢川（引田橋、前橋市富士見町引田）
- 大川（前橋市富士見町田島）
- 赤城白川（白川橋、前橋市富士見町小沢 - 富士見町小暮）
- 観音川（西小暮橋、前橋市富士見町小暮）
- 竜の口川（東小暮橋、前橋市富士見町小暮）
- 藤沢川（赤坂橋、前橋市嶺町）
- 金丸川（前橋市小坂子町）
- 寺沢川（神明橋、前橋市荻窪町 - 横沢町）
- 横町川（横橋、前橋市堀越町/大胡町 - 大胡町）

## 地理

### 通過する自治体
- 渋川市
- 前橋市

### 交差する道路

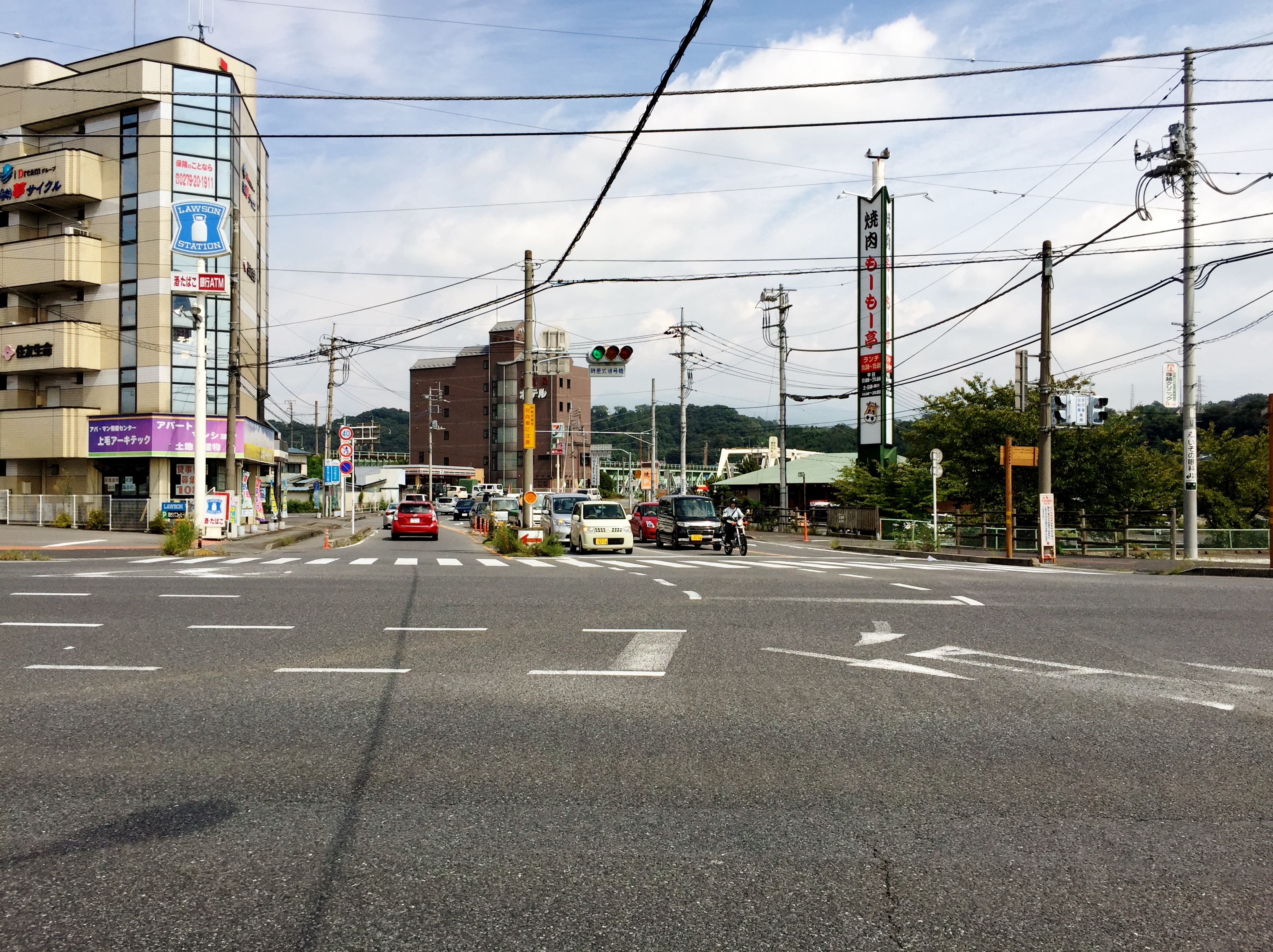
渋川市・下郷交差点
（起点、2015年9月）
県道33号の起点かつ県道255号の終点でもある。
写真奥方向が国道353号・県道34号・県道255号、写真左方向が国道17号・国道291号・国道353号、写真右方向が国道17号・国道291号、写真手前方向が県道33号である。

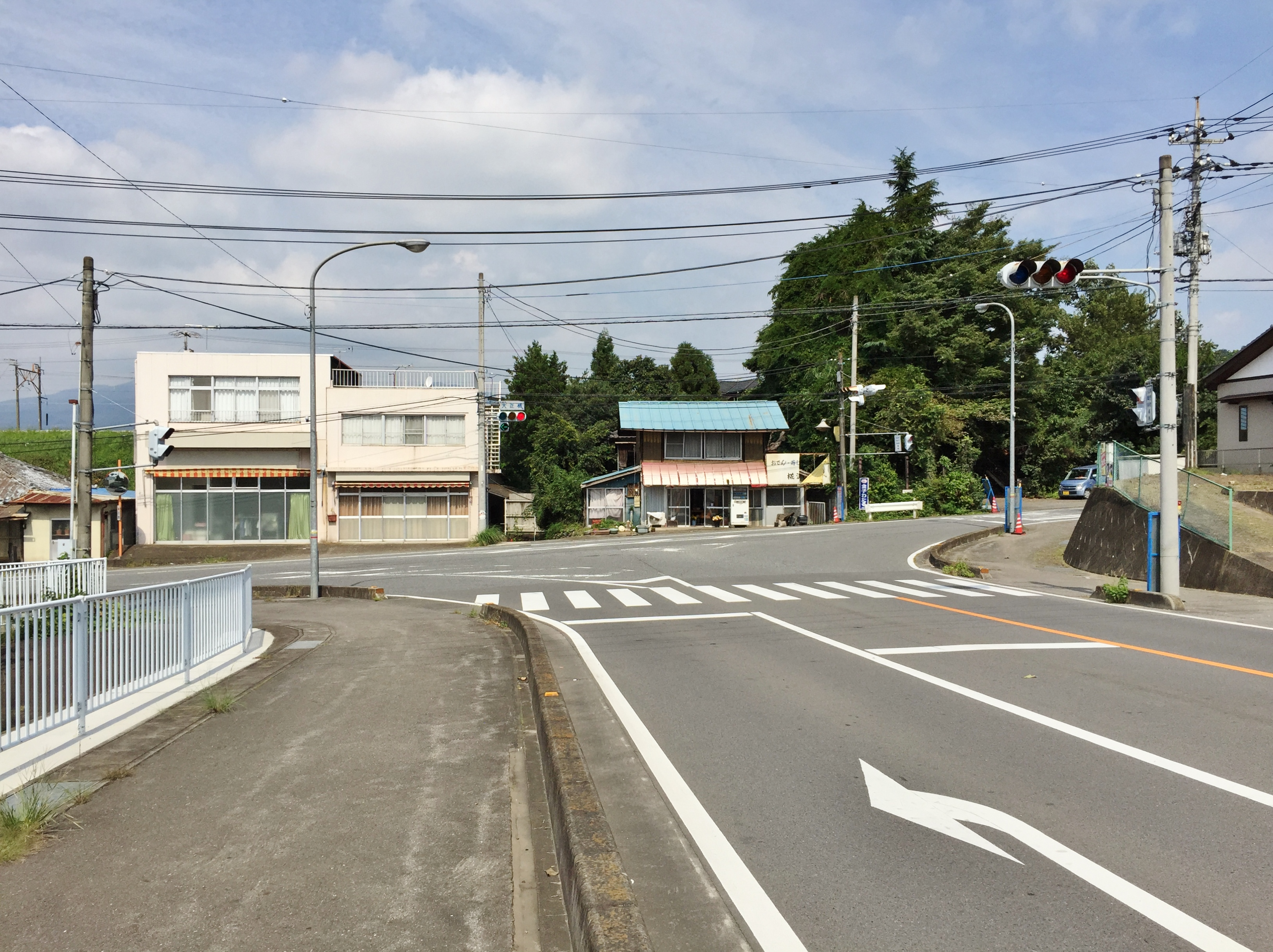
渋川市・大正橋交差点
（T字路、2015年9月）
写真手前方向（手前）が県道34号（至大胡）、写真左方向が国道353号・県道34号・県道255号（至渋川市街・大正橋）、写真右方向が国道353号・県道255号である。

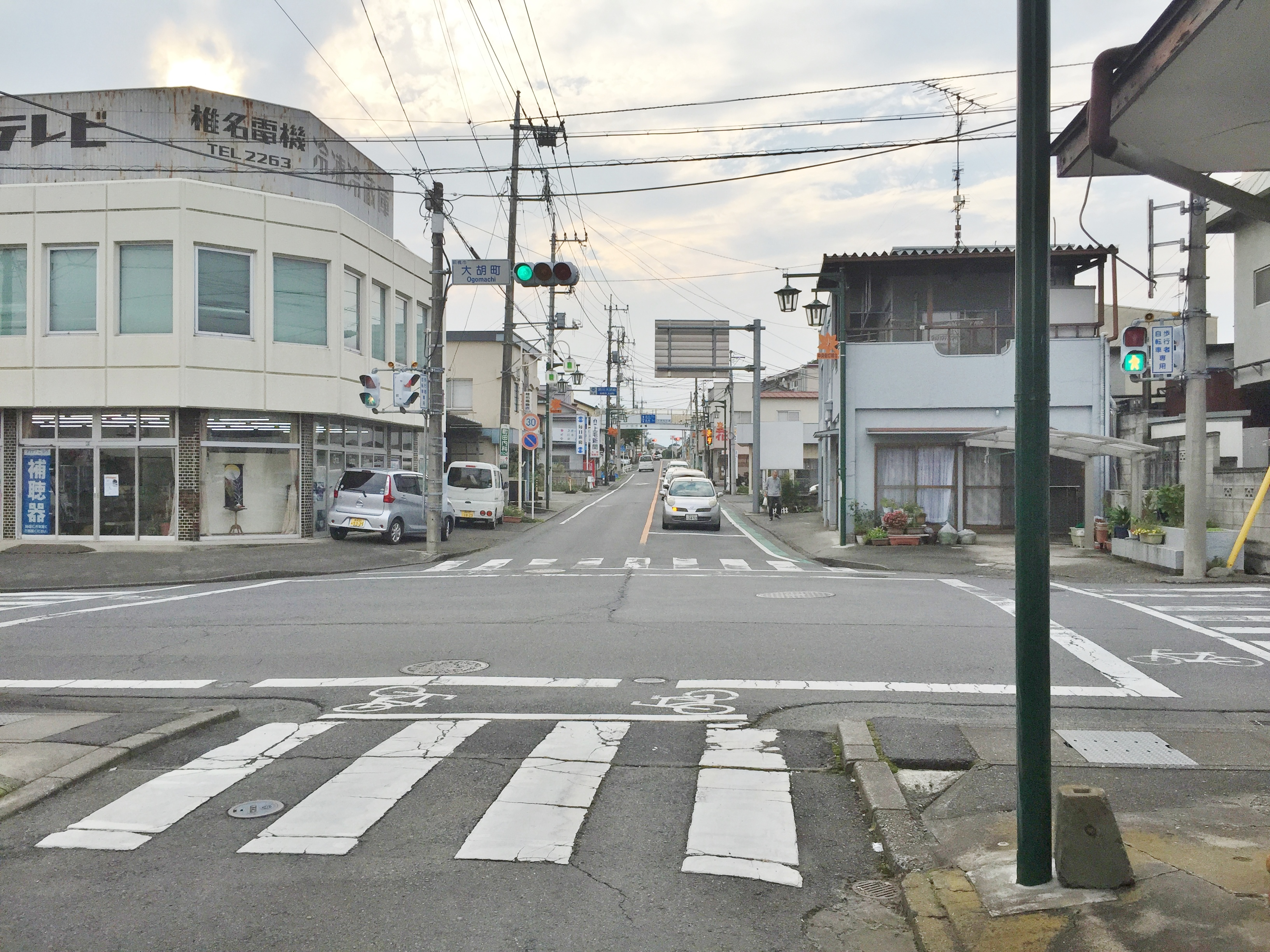
前橋市・大胡町交差点
（終点、2015年9月）
県道16号の起点かつ県道40号の終点でもある。
写真奥方向が県道34号、写真右方向が県道16号、←方向が県道40号、写真手前方向が市道である。

- 国道17号（国道291号重複）・国道353号・群馬県道33号渋川松井田線交点（起点、群馬県道255号下久屋渋川線終点）
- 国道353号（群馬県道255号下久屋渋川線 重複）（渋川市北橘町八崎・大正橋交差点）
- 群馬県道156号分郷八崎寄居線（渋川市北橘町分郷八崎）
- 群馬県道159号持柏木寄居線（渋川市北橘町真壁・真壁交差点）
- 群馬県道159号持柏木寄居線（渋川市北橘町真壁・北橘総合支所入口交差点）
- 群馬県道160号下箱田岩上線（渋川市北橘町下箱田/箱田）
- 群馬県道151号津久田停車場前橋線（前橋市富士見町米野・米野交差点）※ここから重複
- 群馬県道151号津久田停車場前橋線（前橋市富士見町田島・田島交差点）※ここまで重複
- 群馬県道4号前橋赤城線（前橋市富士見町小暮・小暮交差点）
- 群馬県道101号四ツ塚原之郷前橋線（前橋市小坂子町・小坂子町交差点）
- 群馬県道3号前橋大間々桐生線（前橋市堀越町・堀越町南交差点）
- 群馬県道16号大胡赤城線・群馬県道40号藤岡大胡線（終点）

### 沿線にある施設など
- 渋川市立橘北小学校（渋川市北橘町八崎）
- 渋川市立北橘歴史資料館（渋川市北橘町真壁）
- 渋川市立橘小学校（渋川市北橘町真壁）
- 渋川市役所北橘総合支所（渋川市北橘町真壁）
- 群馬県県央第二水道事務所（渋川市北橘町箱田）
- 前橋市役所富士見支所（前橋市富士見町田島）
- 前橋市立富士見中学校（前橋市富士見町田島）
- 荻窪清掃工場（前橋市荻窪町）
- 前橋おおごモール（前橋市茂木町/堀越町）
- 前橋市立大胡小学校（前橋市堀越町/大胡町）
- 前橋市立大胡中学校（前橋市堀越町）
- 前橋市役所大胡支所（前橋市堀越町）